# Китабова, Суфия Миргалимовна
Суфия Миргалимовна Китабова (баш. Китапова Суфия Мирғәлим ҡыҙы; род. 12 ноября 1922 года, деревня Старо—Сабаево, Белебеевский кантон, БАССР, РСФСР — 24 декабря 1997 года, Уфа, Башкортостан, Россия) — советский и российский учёный-экономист, кандидат экономических наук (1959), заслуженный деятель науки БАССР (1977).

## Биография
Родилась 12 ноября 1922 года, в деревне Старое Сабаева Белебеевского кантона БАССР. Среднюю школу окончила в родной деревне.
В 1948 году окончила областную 2‑годичную партийную школу при Башкирском областном комитете ВКП(б).
В 1951 году окончила Башкирский педагогический институт имени К. А. Тимирязева
В 1959 году окончила в Москве Академию общественных наук при ЦК КПСС.
На партийной работе работает с 1940 года.
Преподавательскую деятельность начала в 1959 году в Уфимской высшей партийной школе при Башкирском областном комитете КПСС.
В 1959 году защитила диссертацию на соискание ученой степени кандидата экономических наук на кафедре политэкономии Академии общественных наук при ЦК КПСС а городе Москве. Тема диссертации «Опыт работы совхозов, созданных на базе экономически слабых колхозов».
В 1962 год по 1980 год заведовала кафедрой экономической теории в Уфимском нефтяном институте. Китабова в течение нескольких лет руководила партийной организацией нефтяного института и была членом центрального комитета профсоюза работников высшей школы Башкирского областного комитета.
В 1980 году Китабовой установили персональную пенсию республиканского значения.
Научная деятельность Суфии Миргалимовой посвящена проблемам сельского хозяйства и аграрной политики.
Скончалась 24 декабря 1997 года на 75 году жизни, похоронена на Мусульманском кладбище Уфы.

## Труды
- Китабова, Софья Миргалимовна. Опыт работы совхозов, созданных на базе экономически слабых колхозов: Автореферат дис. на соискание ученой степени кандидата экономических наук / Акад. обществ. наук при ЦК КПСС. Кафедра полит. экономии. — Москва : Изд-во ВПШ и АОН, 1959. — 17 с.; 22 см.